# Ludde Olin
Ludvig "Ludde" Olin, född 15 oktober 1972, är en svensk producent, låtskrivare, sångare och musiker. Olin härstammar från Gotland och spelar keyboard, dragspel och Hammondorgel. Han var medlem i det svenska dansbandet Joyride 1991-2006. Numera är han keyboardist och sångare i dansbandet Rolandz.